# Pontaumur
Pontaumur [pontómýr] je francouzská obec v departementu Puy-de-Dôme v regionu Auvergne-Rhône-Alpes, 41 km západně od Clermont-Ferrand. Žije zde 659 obyvatel.

## Geografie

### Sousední obce
| Růžice kompasu |             | Landogne           | Miremont    | Růžice kompasu |
| Růžice kompasu | Sever       |                    |             | Růžice kompasu |
| Růžice kompasu | Pontaumur   |                    |             | Růžice kompasu |
| Růžice kompasu | Jih         |                    |             | Růžice kompasu |
| Růžice kompasu | Combrailles | Cisternes-la-Forêt | La Goutelle | Růžice kompasu |